# 朗斯 (奥布省)
朗斯（法語：Rances，法語發音：[ʁɑ̃s] ⓘ）是法国奥布省的一个市镇，位于该省东北部，属于奥布河畔巴尔区。

## 地理
朗斯（48°28'0"N, 4°32'45"E）面积3.81 平方千米，位于法国大東部大區奥布省，该省份为法国中北部省份，北起马恩省，西接塞纳-马恩省，西南至约讷省，东南至科多尔省，东临上马恩省。
与朗斯接壤的市镇（或旧市镇、城区）包括：布利尼库尔、瓦尔河畔库尔塞勒、蒙莫朗西博福尔、瓦朗蒂尼。

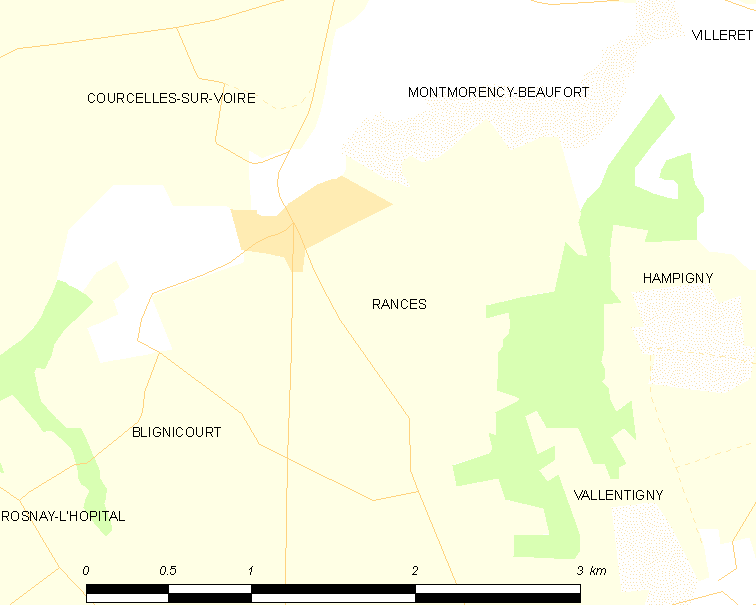
的OSM定位图

朗斯的时区为UTC+01:00、UTC+02:00（夏令时）。

## 行政
朗斯的邮政编码为10500，INSEE市镇编码为10315。

## 政治
朗斯所属的省级选区为布列讷堡县。

## 人口

1962-2008年间人口变化图示

朗斯于2022年1月1日时的人口数量为46人。